# Run to the Hills (2002)
In occasione del 20º anniversario della pubblicazione del singolo Run to the Hills, gli Iron Maiden hanno messo sul mercato un vinile 7" in edizione limitata colorato di rosso e un Enhanced CD (disponibile in tre versioni diverse). Il brano ha raggiunto la quinta posizione in Finlandia, la sesta in Italia e la nona nella Official Singles Chart.

## Tracce

### Vinile 7"
1. Run to the Hills (original single version)
2. Total Eclipse (live 1982)

### Enhanced CD 1
1. Run to the Hills (live 2001)
2. Children of the Damned (live 1982)
3. Total Eclipse (live 1982)
4. Run to the Hills (live 2001 video)

### Enhanced CD 2
1. Run to the Hills (original single version)
2. 22 Acacia Avenue (live 1982)
3. The Prisoner (live 1982)
4. Run to the Hills (camp chaos video)
5. Sol Sound (Watt)

### Enhanced CD 3
1. Run to the Hills (live 2001)
2. Run to the Hills (original single version)
3. The Prisoner (live 1982)
4. Children of the Damned (live 1982)
5. Run to the Hills (live 2001 video)

## Formazione
- Bruce Dickinson - voce
- Dave Murray - chitarra
- Adrian Smith - chitarra
- Janick Gers - chitarra (solo nelle versioni 2001)
- Steve Harris - basso
- Clive Burr - batteria (1982)
- Nicko McBrain - batteria (2001)